# Brianola sydneyensis
Brianola sydneyensis är en kräftdjursart som beskrevs av Hamond 1972. Brianola sydneyensis ingår i släktet Brianola och familjen Canuellidae. Inga underarter finns listade i Catalogue of Life.